# Olivier Delourme
Pour les articles homonymes, voir Delourme.
Olivier Delourme (1660-1729), surnommé l'architecte de Bretagne, est un architecte Français du Grand Siècle renommé pour ses nombreuses réalisations, principalement dans le Morbihan, encore existantes.

## Biographie
Olivier Delourme naît en 1660 au village de Kerpiton dans la commune de Loyat de Jean Delourme et Françoise Launay, une famille de maîtres-maçons lettrés habitant une métairie. Plusieurs membres de la famille sont officiers de justice, prêtres ou gens de robe. Olivier et ses frères (Jean et Mathurin), instruits, décident d’être bâtisseurs et débutent comme maçons, puis maîtres-maçons.
Louis XIV ayant fait transférer le Parlement de Bretagne à Vannes en 1675, les conseillers s’y font construire des hôtels particuliers, des villas attirant alors nombre de travailleurs du bâtiment. Olivier Delourme s’y installe alors qu’il n’a pas encore 25 ans. Il devient négociant en matériaux, mais également armateur et écrivain de traités sur la construction. Parallèlement, il se forme en tant qu’architecte, puis maître-architecte et est progressivement reconnu pour son travail.
Il s’investit à la fois dans les travaux publics, l’architecture de la ville, dans les monuments religieux, et dans des demeurent privées prestigieuses.

### Vie privée
Il épouse Jeanne Caillot, la fille d'un de ses compagnons avec qui il s’installe au manoir du Grador et a de nombreux enfants. Il meurt prématurément en 1729, ne voyant pas l’achèvement de tous ses projets.

## Réalisations

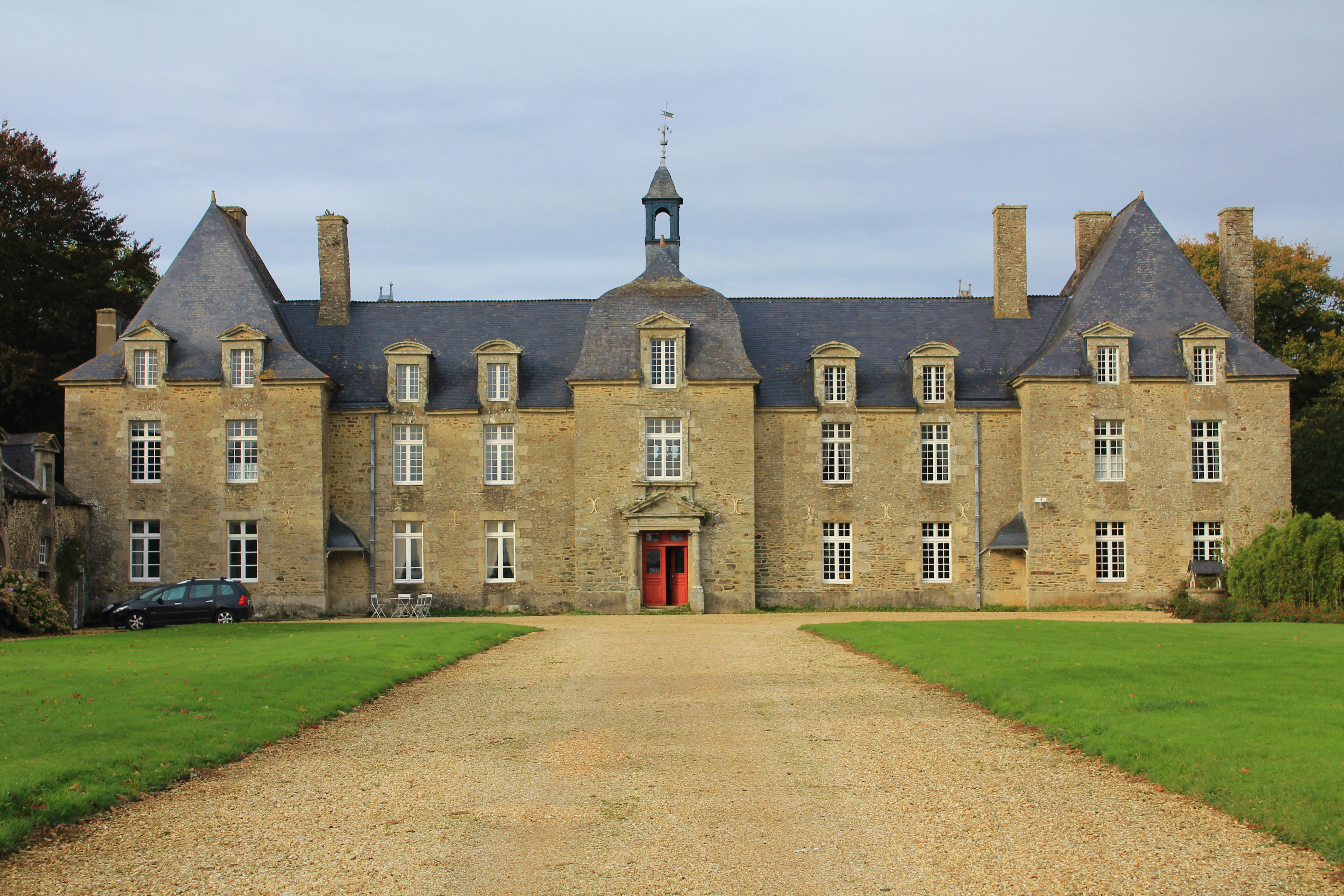
Château de Porhman
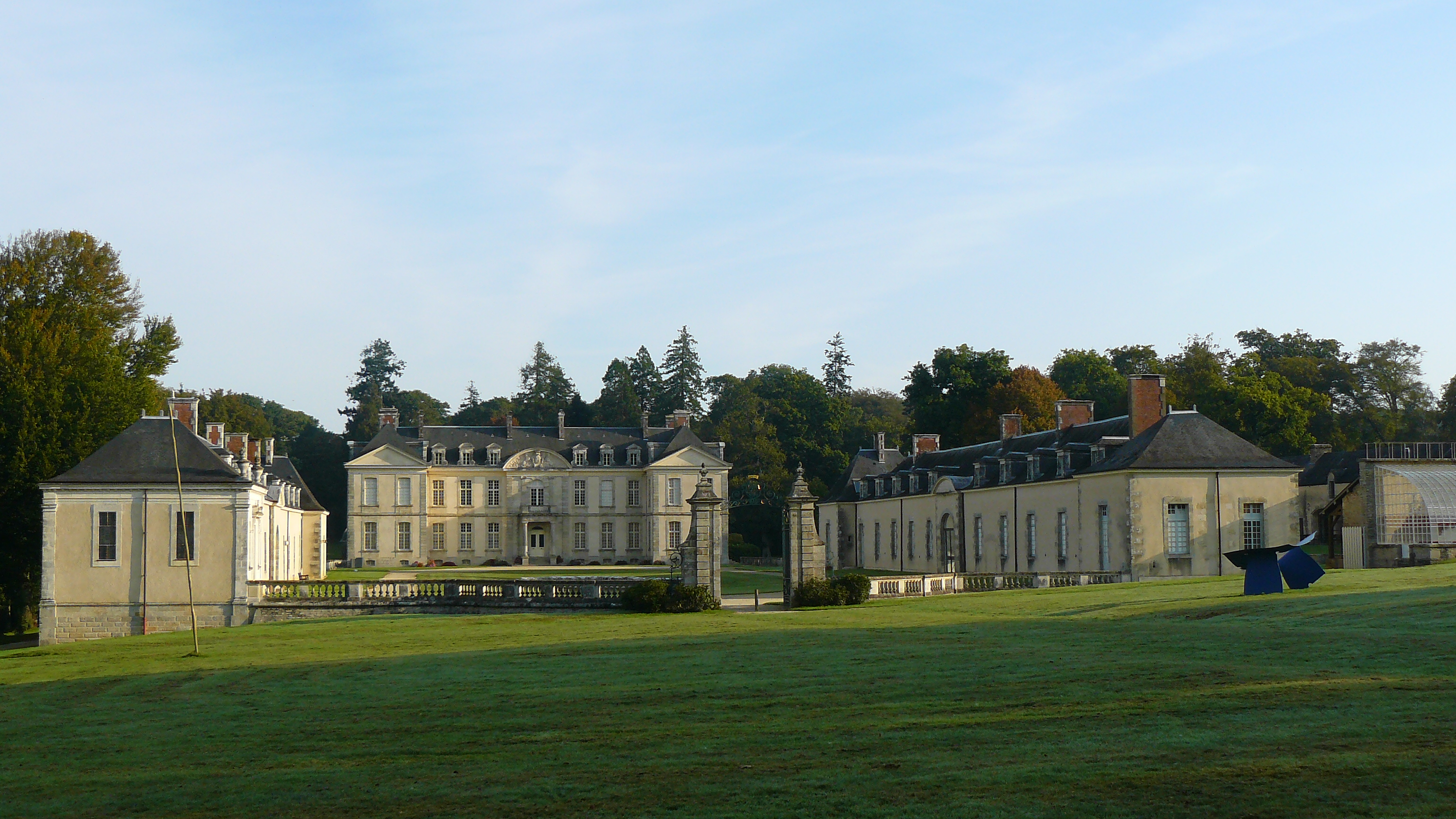
château de Kerguéhennec
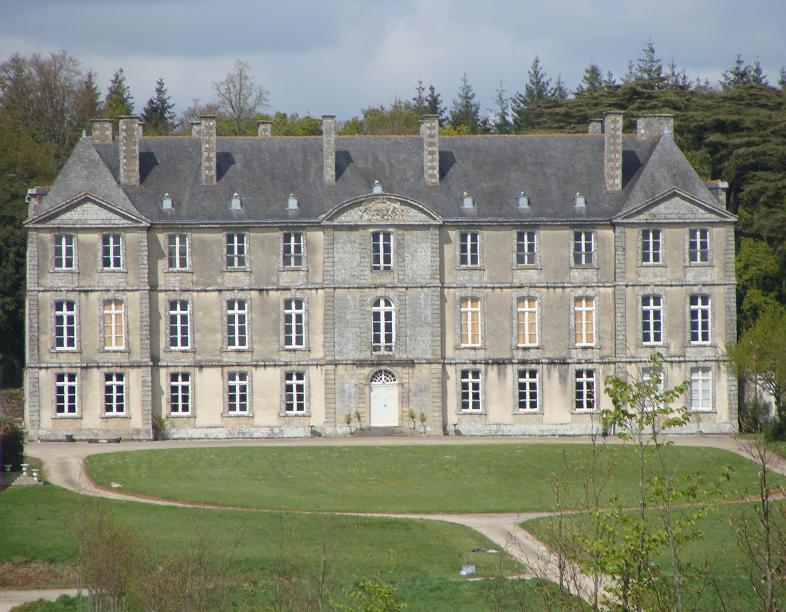
château de Loyat
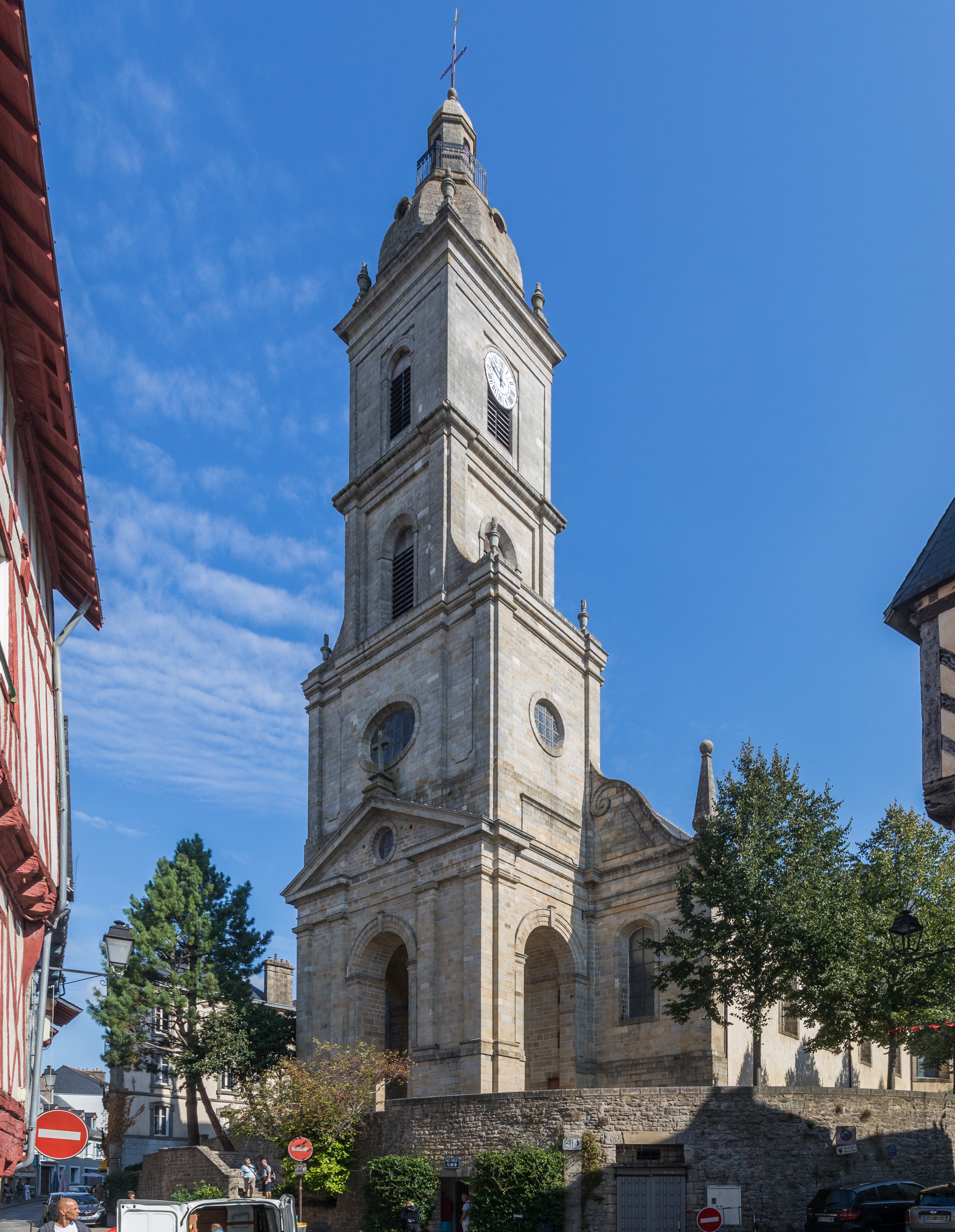
Église Saint-Patern de Vannes
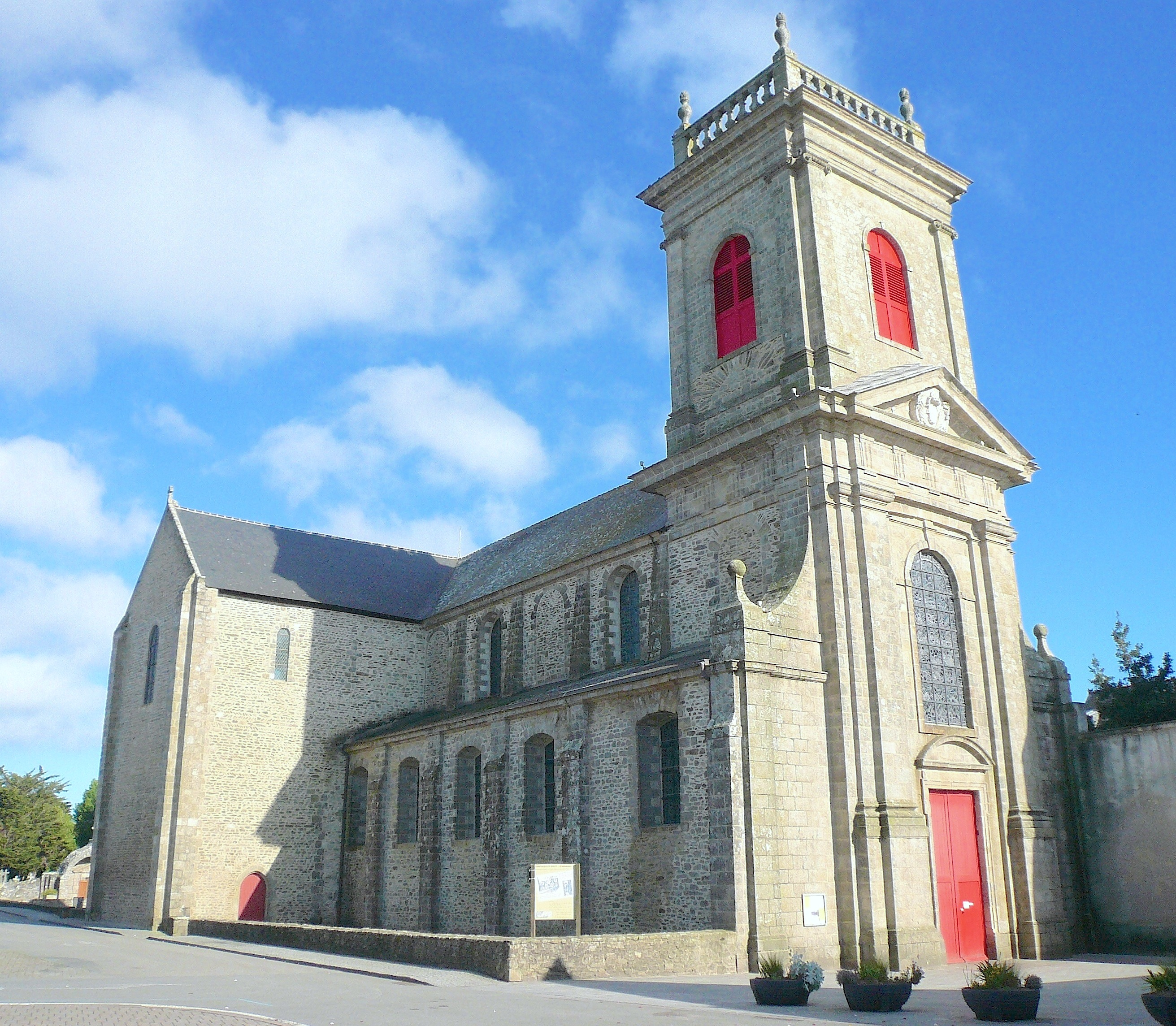
Abbaye Saint-Gildas de Rhuys
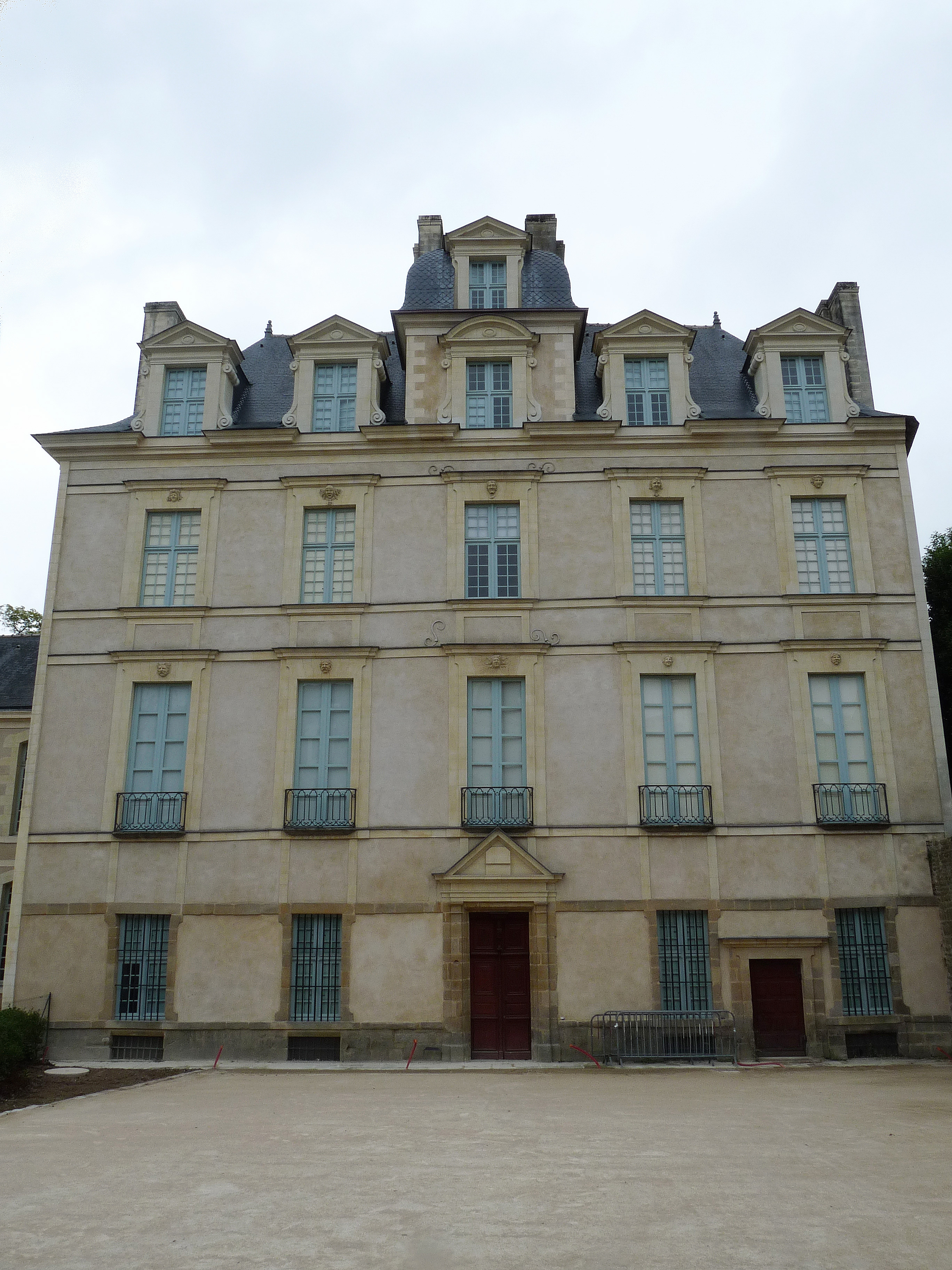
hôtel de Limur à Vannes
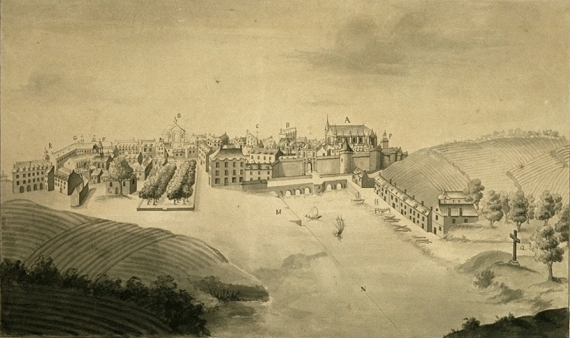
Canal du Port de Vannes
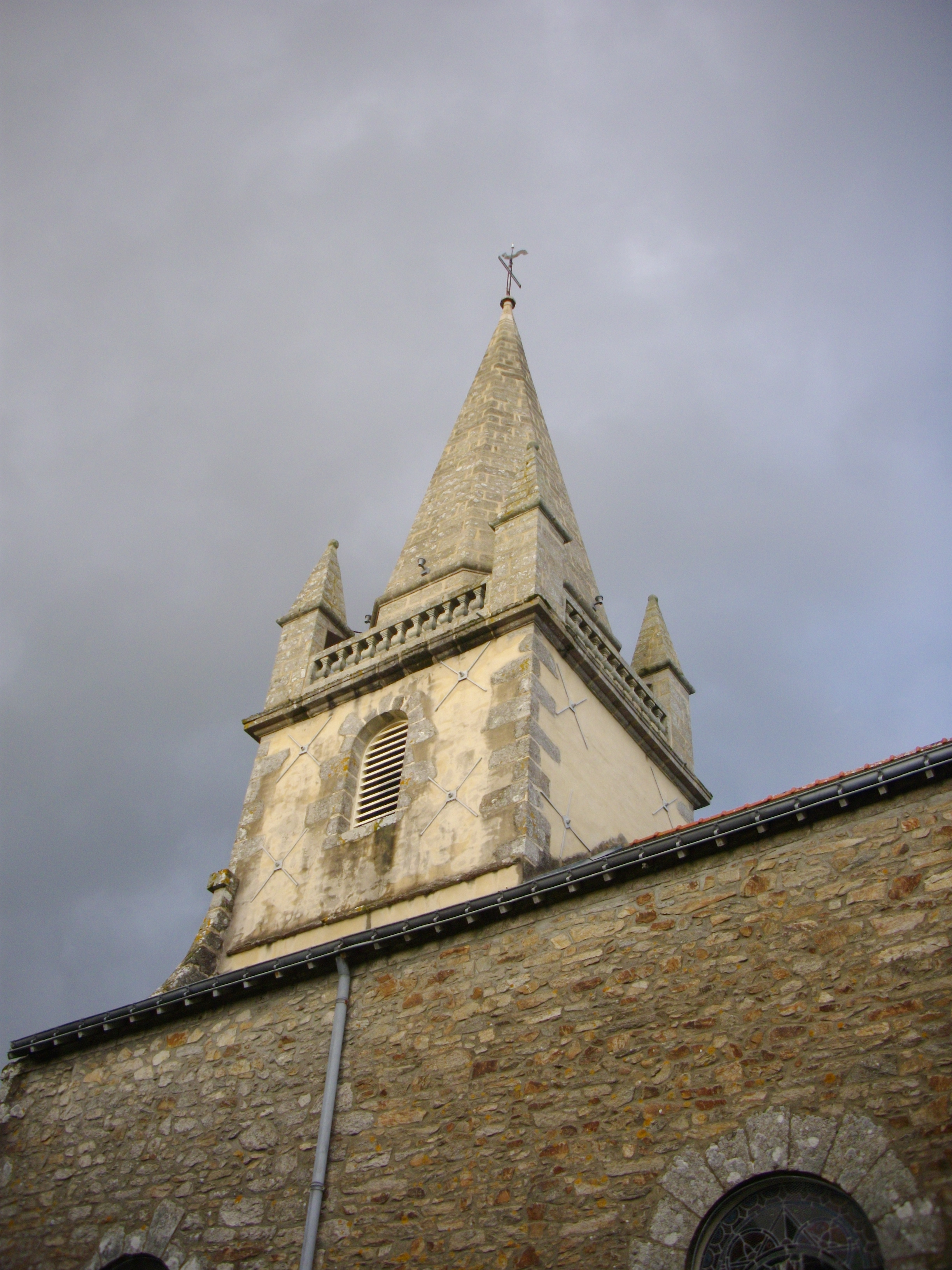
clocher de l'église paroissiale de St Avé.

### Réalisations urbaines
À Vannes, ses réalisations sont nombreuses, tant comme maître-architecte concepteur que comme maître d’œuvre réalisateur des travaux. Il va d’ailleurs contribuer à réduire le fossé entre ces deux tâches.

On lui commande notamment des plans pour le perron de l’ancien hôtel de ville (escalier actuellement à l’hôtel de Limur), ainsi que le réaménagement du canal vers le Port.

### Réalisations religieuses
Il rebâtit des églises comme le clocher de l'église paroissiale Saint Gervais - Saint Protais de Saint-Avé, l’église de Saint-Gildas-de-Rhuys, ou celle de l’abbaye de Prières à Billiers, celle du Mené (détruite aujourd’hui).

Il participe aux travaux de l'Abbaye Sainte-Croix de Quimperlé. Il est également architecte pour les abbayes des Bénédictins de Saint-Gildas abritant la Congrégation de Saint-Maur, puis les Sœurs de la Charité de Saint-Louis.

Il fournit les plans pour l’église actuelle de Saint Patern en 1727.

### Châteaux
La famille de Coëtlogon, qui compte d’illustres militaires, officiers de justice ou religieux, rachète le château de Loyat en 1676. René-Charles de Coëtlogon, procureur-général-syndic, décide de bâtir un nouveau château et fait appel à Olivier Delourme en tant qu’architecte, concepteur et réalisateur. Les travaux s’étaleront entre 1718 et 1734.
L’autre œuvre de Delourme est le château de Kerguéhennec en Bignan (surnommé le Versailles breton). La famille Hogguer de Saint-Gall, en Suisse, négociants dans le commerce des toiles et financiers (banquiers), investissant à Lorient dans la compagnie des Indes, fait appel à Olivier Delourme pour reconstruire Kerguéhennec. Mais leur fortune éphémère les oblige à céder le bien au duc de Rohan-Chabot en 1732.
Il pourrait également être à l'origine de la construction du château de Porhman, en Réguiny, pour Françoise de Guébriac et Julien de La Touche entre 1685 et 1710.

## Sources
- Biographie sur Actu.fr
- Notice sur Patrimoine de France